# Logitech G25
O Logitech G25 é um volante eletrônico projetado para videogames de simulação de corrida no PC, PlayStation 2 e PlayStation 3. Ele usa uma interface USB.

## Especificações
Seus componentes são:
- Um volante:
  - 280 mm, volante revestido em couro.
  - Faixa de rotação ajustável até 900 graus.
  - 2 motores de feedback de força.
  - Um conjunto de engrenagens entre os motores e a roda, incluindo um design antifolga.
  - 2 paddle shifters.
  - 2 botões.
- Um conjunto de pedais de aço inoxidável, incluindo:
  - Acelerador (mola leve),
  - Freio (mola pesada),
  - Embreagem (mola média),
  - Um suporte tipo carpete que mantém os pedais na posição durante a execução.
- Uma unidade de mudança:
  - 8 botões.
  - 1 D-pad.
  - Uma alavanca de câmbio com botão de couro/haste de metal e padrão 'H' de 6 velocidades. O reverso é selecionado pressionando para baixo e mudando para a 6ª posição.
  - Um interruptor para mudar a alavanca de câmbio para um modo sequencial para cima e para baixo.

Comparado com outros volantes da mesma classe, o G25 está no topo da faixa, com um preço de varejo recomendado de US $ 299,99 ou GBP £ 249,99. O custo mais alto se deve à inclusão de uma série de recursos geralmente não encontrados em volantes mais baratos.
Um volante comparável é o modelo Fanatec 911 Porsche, embora ela não use metal em sua construção externa.
Em 2010, o Logitech G25 foi substituído pelo volante Logitech G27.